# New World Translation of the Holy Scriptures

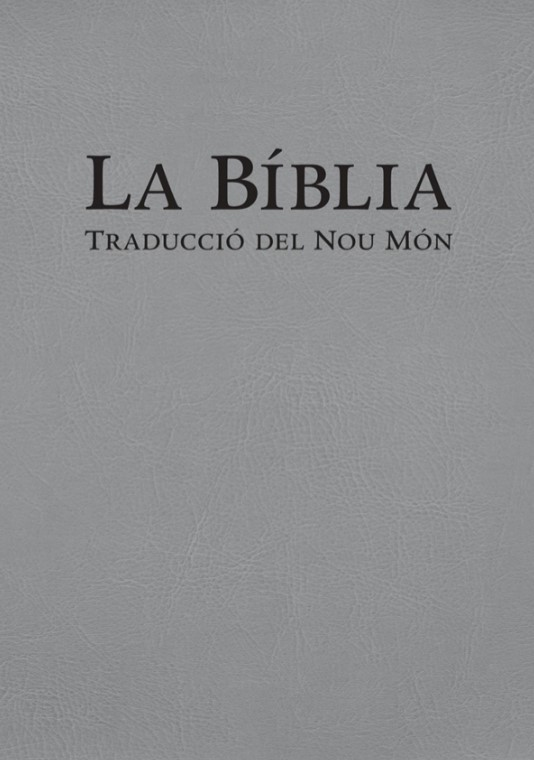
Portada de la Traducció del Nou Món, la Bíblia completa en català que es va presentar el 2 d'abril del 2022

La New World Translation of the Holy Scriptures (Traducció del Nou Món de les Santes Escriptures, TNM) és una traducció de la Bíblia publicada per la Societat Torre de Guaita de Bíblies i Tractats, entitat que dirigeix els Testimonis de Jehovà. N'hi ha versions en més de 200 idiomes, inclòs el català, i continua la feina de traducció a més llengües. A hores d'ara se n'han distribuït més de 238 milions d'exemplars. Aquesta Bíblia està disponible en format digital a la web de l'organització.

## Història
La traducció va ser realitzada per un comitè anònim autoanomenat Comitè de Traducció del Nou Món. Quan es va presentar com a regal els drets de publicació de la seva traducció, el Comitè de Traducció del Nou Món va demanar que els seus membres romanguessin anònims. La Societat Watch Tower Bible and Tract of Pennsylvania va acceptar la seva petició. Els traductors no buscaven prominència, sinó només honorar a l'Autor Diví de les Santes Escriptures. A través dels anys, altres comitès de traducció han adoptat un punt de vista similar. Per exemple, l'Edició amb Referències (1971) de la New American Standard Bible declara: "No hem fet servir el nom de cap docte com a referència o per recomanacions perquè creiem que la Paraula de Déu ha de ser jutjada pels seus propis mèrits".
Aquest comitè va acabar-ne la traducció l'any 1960. Va ser el 1961 que van imprimir aquesta versió en un sol volum en anglès que va ser revisada l'any 1984. L'any 1967 se'n va editar la versió al castellà, que des del 2013 compte amb una nova revisió. La traducció en català de les Escriptures Gregues Cristianes (Nou Testament) es va presentar el 2016 i la Bíblia completa, amb les Escriptures Hebrees (Antic Testament), es va presentar el dos d'abril del 2022.

## Principals diferències amb altres Bíblies

### Nom de Déu
La primera diferència notable és que es va restituir el nom personal de Déu, Jehovà, en cadascun dels gairebè 7.000 llocs on apareix el Tetragrama הוה als manuscrits antics de les Escriptures Hebrees, a més de 237 restitucions en les Escriptures Gregues. Avui dia, a part d'uns quants fragments de l'antiga Versió dels Setanta grega, anomenada també Septuaginta, en els quals es conserva el nom sagrat en llengua hebrea, només els manuscrits en hebreu ha retingut aquest en la seva forma original de quatre lletres, יהוה (YHWH). En els textos que circulen actualment de la Septuaginta (LXX) grega, la Peshitta Siríaca i la Vulgata Llatina, el simple títol "Senyor" substitueix el nom singular de Déu. La pràctica supersticiosa de substituir el nom diví per títols, una pràctica desenvolupada entre els jueus, es va adoptar en còpies posteriors de la Septuaginta grega, la Vulgata Llatina i en moltes altres traduccions, antigues i modernes. Encara que molts traductors afavoreixen la pronunciació "Yahweh", la Traducció del Nou Món utilitza la forma Jehovah en anglès, Jehová en castellà i Jehovà en català, perquè la gent ha estat familiaritzada amb aquestes formes des de fa segles.

### Ànima
En les Escriptures Hebrees la paraula hebrea né·fesch apareix 754 vegades, primer en Gènesi 1:20. La Traducció del Nou Món, edició de 1984, tradueix conseqüentment com a "ànima", i en cada cas aquesta paraula resulta intel·ligible a la llum del context. L'ús d'aquesta mateixa paraula hebrea en molts contextos diferents ens ajuda a determinar quina era la idea fonamental inherent a ella segons la van usar els escriptors de la Bíblia, com ara: una persona, un individu, o una criatura inferior; o la vida que una persona o un animal gaudeix com a tal. En les Escriptures Gregues Cristianes la paraula grega psy·kje apareix per si sola 102 vegades, primer en Mateu 2:20. La Traducció del Nou Món de 1984 també la tradueix conseqüentment com a "ànima". Tanmateix, en l'edició de 2013 es va prendre la decisió de fer que aquestes paraules en idioma original estiguessin traduïdes segons el significat previst pel context, i posant una nota al peu que digués "o ànima".
L'ensenyament de l'ànima invisible i immortal que han adoptat les principals corrents del cristianisme té el seu origen en el pare de la teologia cristiana, Orígens, un filòsof platònic de l'escola d'Alexandria. Ell va convertir aquesta creença en dogma cristià, el qual va prendre de
Plató. El
clergue anglicà Philip E. Hughes va admetre: "Sostenir que només l'ànima humana és immortal per naturalesa seria adoptar una postura que no compta amb cap suport en l'ensenyament de les
Escriptures ".

### Seol i Hades
La paraula hebrea sche'óhl apareix en les Escriptures Hebrees 65 vegades. En les Escriptures Gregues apareix com a equivalent la paraula hái·des. La Traducció del Nou Mon, edició de 1984, tradueix respectivament com a Seol i Hades per facilitar al lector el significat correcte d'aquests dos termes. En hebreu bíblic, Seol era un recinte comú o regió dels morts; deriva el seu nom de la insaciabilitat de la sepultura, com si sempre estigués reclamant més morts. El seu equivalent en grec és Hades La paraula llatina que correspon a Hades és in·fer·nus. Significa "el que jeu a sota; la regió inferior", i aplica amb propietat a la sepultura. Així que és una aproximació apropiada als termes grec i hebreu. Per tant, el significat posterior que se li va donar a la paraula infern, com si fos un lloc de patiment, no s'ajusta al significat original. En l'edició del 2013 de la Traducció del Nou Món, els dos termes, Seol i Hades, van ser reemplaçats per allò que volien dir els escriptors bíblics, "la tomba". Els termes "Seol" i "Hades" s'esmenten ara a les notes a peu de pàgina.

### Gehenna
Gehenna significa "vall de Hinón", ja que és la forma grega de l'hebreu gueh hin·nóm. En Josuè 18:16, on apareix "vall de Hinón", la Septuaginta diu "gué·en·na ". Aquest terme apareix 12 vegades en les Escriptures Gregues Cristianes, per primera vegada en Mateu 5:22. La Traducció del Nou Món el tradueix "Gehenna" en tot lloc on hi apareix.
La Vall de Hinón va arribar a ser l'abocador i incinerador de les escombraries de Jerusalem. Allà es llançaven cossos d'animals morts per a ser consumits en el foc, al qual s'hi afegia sofre per accelerar la crema. A Gehenna mai no s'hi llançava cap animal ni humà amb vida perquè fos cremat viu o turmentat. La funció principal del foc no era causar dolor, sinó destruir per complet. El "llac de foc" que apareix a Apocalipsis 19:20; 20:10; 21:8 té el mateix significat: destrucció eterna. Per tant, la diferència entre Seol, Hades i Infern, i Gehenna i Llac de Foc segons els significats primaris bíblics, és que els primers tres es refereixen a un lloc des del qual s'hi pot tornar per mitjà d'una resurrecció, i dels dos últims no; aquests representarien la destrucció completa, també anomedada "segona mort".

### Joan 1:1
La Traducció del Nou Món ho tradueix: "Al principi la Paraula existia, i la Paraula estava amb Déu i la Paraula era un déu." D'aquesta manera, en comptes de traduir-lo era Déu, li dona a la Paraula (Jesucrist) la qualitat divina, d'ésser diví, divinitat, però no l'iguala a Déu com si fossin la mateixa persona, tal i como ho explica la doctrina de la Trinitat. Altres versions opten també per solucions com "la Paraula era divina". Per la seva banda, L'evangeli de Joan, del teòleg catòlic Francis J. Moloney, també dona una opció que indica la qualitat divina de la Paraula: "El que Déu era també ho era la Paraula".
El fet de utilitzar l'article indefinit en aquest versicle per referir-se a Jesús, està inspirat en la traducció de la Septuaginta i el Nou Testament al idioma copte sahídic. Parlant sobre les traduccions bíbliques més antigues en copte, certa obra especialitzada assenyala: "La traducció en aquesta llengua està basada en manuscrits grecs molt més antics que la immensa majoria dels testimonis existents." En aquesta traducció es fa servir l'article indefinit, fet que va propiciar que la Traducció del Nou Món també l'hagi fet servir.
The Encyclopædia Britannica explica que "ni la paraula Trinitat ni la doctrina explícita apareixen en el Nou Testament. Aquesta doctrina es va anar desenvolupant al llarg de diversos segles i va causar nombroses polèmiques." Quan els escriptors del Nou Testament parlen de Déu, es refereixen al Déu i Pare de nostre Senyor Jesucrist. Quan parlen de Jesucrist, no parlen d'ell ni pensen en ell com Déu. És el Crist de Déu, el Fill de Déu, la Saviesa de Déu, la Paraula de Déu. The Encyclopedia Americana aclareix que "el trinitarismo del segle IV no reflectia amb exactitud l'ensenyament del cristianisme primitiu respecte a la naturalesa de Déu; al contrari, va ser una desviació d'aquest ensenyament ". La New Catholic Encyclopædia admet:" La major part dels textos del Nou Testament revelen que el esperit de Déu és alguna cosa, no algú, això es veu especialment en el paral·lelisme entre l'esperit i el poder de Déu ".

## Crítiques
Els crítics d'aquesta versió de la Bíblia troben incorrecte el fet que el nom dels traductors es mantingui en l'anonimat, perquè això impedeix avaluar el seu rigor i qualitat a partir d'altres treballs seus. També argumenten que la traducció està fortament esbiaixada amb l'objectiu de donar base a les seves creences que són contràries a les de la resta de confessions cristianes. Un altre punt té a veure amb l'ús del nom diví Jehovà en el Nou Testament, que per causa de la superstició jueva de no fer-lo servir, que va sorgir després de la mort dels apòstols, no apareix en versions bíbliques posteriors d'aquesta part de la Bíblia. Els testimonis de Jehovà argumenten que els apòstols de Jesús sí que l'utilitzaven, perquè sovint citaven de les Escriptures Hebrees (Antic Testament) passatges on n'apareixia.
Segons William Cetnar, un extestimoni de Jehovà, que va dimitir de la Seu Mundial de l'organització l'any 1958 que va ser expulsat per apostasia el 1962, els traductors d'aquesta versió no estaven qualificats per efectuar aquesta gran tasca, i només Franz tenia un coneixement relatiu de les llengües bíbliques. Igualment retreu que el nombre del Comitè de traducció era molt inferior comparat al nombre de traductors implicats per efectuar la major part d'altres traduccions en anglès.

### Comentaris positius
El conegut traductor i erudit bíblic Edgar J. Goodspeed va escriure el següent sobre la Traducció del Nou Món de les Escriptures Gregues: "M'interessa l'obra missional de la seva organització, així com el seu abast mundial, i m'agrada molt la seva traducció àgil, clara i vigorosa. Hi ha en ella un ampli desplegament de coneixements profunds i sòlids, i puc donar fe d'això ".
El comentarista bíblic britànic Alexander Thomson va escriure: "És clar que aquesta traducció és obra de doctes hàbils i destres que s'han esforçat per plasmar tot el sentit veritable del text grec que pot expressar-se en anglès".
El teòleg Charles Francis Potter va comentar: "No hi ha dubte que el grup de traductors anònims ha abocat amb habilitat, destresa i sagacitat els millors textos manuscrits, tant grecs com hebreus".
Robert M. McCoy va dir: "Aquesta traducció és prova que en aquest moviment hi ha erudits que estan capacitats per resoldre intel·ligentment els molts problemes de la traducció bíblica."
El professor Thomas N. Winter va escriure: "La traducció que va realitzar el comitè anònim està totalment al dia i és coherent i exacta.".
Jason David BeDuhn, professor d'Estudis Religiosos, va examinar nou traduccions bíbliques molt conegudes en anglès i va escriure: "La Traducció del Nou Món ha resultat ser la més exacta de les versions analitzades". I encara que el públic en general i molts biblistes atribueixen les diferències d'aquesta traducció a les conviccions religioses dels seus traductors, el senyor BeDuhn va aclarir: "La majoria de les diferències es deuen a la seva major exactitud, sent aquesta una traducció conservadora i literal de les expressions originals dels escriptors originals."
El biblista i professor de Teologia Xabier Pikaza va escriure el següent sobre la Traducció del Nou Món: "Molts erudits catòlics i protestants han acusat aquesta Bíblia d'errors i d'interpretacions tendencioses. Però, en conjunt, ofereix una visió fiable de la Paraula de Déu."